# Джарлаксль Бенр
Джарлаксл Бенр (англ. Jarlaxle Baenre) — персонаж книг Роберта Сальваторе за всесвітом Forgotten Realms, темний ельф-дроу, авантюрист і глава банди найманців Бреган Д'ерт (Bregan D'aerthe). Вперше з'являється в трилогії «Темний Ельф» про слідопита Дріззта До'Урдена. Надалі, разом з Ентрері стає одним з головних героїв самостійної серії «Sellswords». Міняючи компаньйона на дворфа Атрогейта, зустрічається в книзі «Король Піратів» і стає одним з основних героїв книги «Король Привид».

## Особистість
Джарлаксл — спритний, самозакоханий інтриган і опортуніст. Він служить тому, хто більше платить або хто йому може бути вигідний, не зберігаючи вірність нікому, крім себе. Його загін найманців часто міняв сторону прямо посеред битви, за сигналом свого ватажка. Зовні Джарлаксл виглядає вкрай своєрідно: він голиться налисо, носить крислатого капелюха з пір'їнами і різнобарвний плащ, сережки у вухах. Як і у всіх дроу, у нього чорна шкіра і очі, здатні бачити у темряві. Найманець носить чорну пов'язку на оці, проте всякий раз на іншому, попросту обдурюючи співрозмовника — насправді ця пов'язка — ніщо інше як магічний щит від всякого роду проникнень в мозок найманця.

## Dungeons & Dragons-характеристика
Раса: темний ельф-дроу, чоловік.
- Клас: шахрай 6/боєць 10/дуелянт 9.

- Світогляд: хаотично-нейтральний.

- Сила 14, Спритність 20, Статура 15, Інтелект 18, Мудрість 15, Харизма 18.

- Повторюють заклинання здібності: Танцюючі вогні, темрява, визначення магії, вогонь фей, визначення світогляду, левітація.

- Збройові навички: Ручний арбалет, кинджал (звичайний і метальний), довгий кинджал (main-gauche) (утрату, як від кинджала, але позитивний модифікатор +1 відбиття ударів і обеззброєння ворогів), рапіра (1d6 + l/ld8 +1; спеціалізація), довгий меч, короткий меч, дворічний бойовий стиль.

- Незбройові навички: Танці, Визначення напрямку, Витривалість, Етикет (дроу), Азартні ігри, Битва при світлі, Верхова їзда, наземна, Використання мотузок, Установка пасток, Спів, Виживання (Підземья), Читання слідів.

## Біографія

### Походження
Джарлаксл, за його власними словами — один із молодших синів матрони Івоннель Бенр. Як і Дріззт, він був третім сином дома і підлягав принесення в жертву Ллоса, але в ритуал таємно втрутилася матрона будинку Облодра захистила немовляти за допомогою ментальної магії, через що мати Бенр ніяк не могла пробити сина кинджалом. Тоді це порахували благословенням Ллос, а новонародженого Джарлаксла — її обраним. За повноліття, він покинув правлячий Дім і заснував свою власну організацію Бреган Д'Ерт, заволодів «підпільним» світом Мензоберранзана.

### У Мензоберанзані
Джарлаксл брав участь майже у всіх інтригах Мензоберранзана. Він був частим гостем як в Будинку Бенр, так і в Будинку До'Урден, близько знайомий з зброярем Закнафейна. Його воїни в рядах Будинку Ган'етт штурмували До'Урден, потім змінили сторону прямо посеред битви, принісши Матері Меліс перемогу. Джарлаксл не зберігав вірність нікому, навіть власному народу. Він був таємним агентом розвідки глибинних гномів і надавав їм інформацію за достойну плату. Після невдачі Меліс в спробі убити її сина-ренегата Дріззта, Бреган Д'Ерт у складі військ Будинку Бенр знищили Будинок До'Урден. Хитрий найманець отримав вигоду і з цього: він включив у свою зграю Дайніна і Вірну, останніх уцілілих дітей Дому. Бреган Д'ерт взяли участь у спробі вирових До'Урден і Артеміс Ентрері захопити Дріззта. При цьому Джарлаксл напоказ демонстрував, що не має нічого особисто проти слідопита-відщепенця, а лише переслідує мети поліпшення свого становища. Після провалу цієї спроби, Джарлаксл і Ентрері покинули Мензоберранзан, пішовши на Поверхню. Тимчасовим главою Бреган Д'Ерт залишився Кіммуріель Облодра. У книзі «Беззоряна ніч» Джарлаксл ловить Кетті-Брі після чого допомагає їй і Артемісу Ентрері організувати втечу з Мензоберрнзана і при цьому врятувати Дріззта.

### У Калімпорті
Перебравшись до Калімпорт, Джарлаксл використовував свого нового союзника, Артеміса Ентрері, щоб повалити одного з лідерів мафії, Пашу Басадоні, і зайняти його місце. Номінальним главою гільдії Басадоні став Ентрері, але фактично він був маріонеткою в руках темних ельфів, які не ризикували діяти у відкриту. Джарлаксл справедливо побоювався, що якщо про участь дроу стане відомо главам інших гільдій, вони спільно ополчаться на них. Депресія Ентрері турбувала Джарлаксла, який хотів, щоб вбивця був у найкращій формі. Найманець підстроїв його поєдинок з одвічним ворогом Артеміса, слідопитом Дріззтом, і дозволив Ентрері вбити його, сподіваючись, що це принесе вбивці душевний спокій. Після дуелі, жрець Рай'гі за наказом Джарлаксла таємно воскресив Дріззта. Також, найманець заволодів чарівним кристалом Креншінібоном. За допомогою чарівної маски, колись належала Дріззту, а пізніше Ентрері, Джарлаксл обдурив Дріззта і його друзів, і, прийнявши вигляд священика Кеддерлі, забрав у них кристал. Незабаром Креншінібон почав надавати надмірний вплив на розум ватажка дроу: той раптом став надмірно амбітний і пихатий, бажав нових завоювань і тріумфів. Джарлаксл намагався боротися з волею кристала, але все більше поступався йому. Він спорудив на честь себе дві магічні башти і почав відкрито воювати з іншими гільдіями. Стурбованість членів Бреган Д'Ерт змовилися покінчити з божевільним ватажком. Ентрері, що залишився єдиним союзником Джарлаксла, змусив його віднести кристал священику Кеддерлі, який і знищив його в полум'я дракона Гефестуса. Після цього найманець і вбивця змушені були вирушити в мандри.

### Повернення до слідопитів
Джарлаксл разом з новим компаньйоном Атрогейтом з'являється в книзі Король Піратів. Атрогейт дає бій Дріззту на одній з вулиць, під час війни піратів і магів в Лускані. Далі відбувається зустріч Джарлаксла і Дріззта, де мандрівний ватажок Бреган Д'Ерт запевняє Дріззта в своїй непричетністі до подій в Лускані. Далі Джарлаксл і Атрогейт є одними з основних героїв продовження трилогії Переходи, Король Привидів. Помітивши парадоксальність магії, вони вирішують звернеться за допомогою до Кеддерлі. Видавши Атрогейта Бруенору, як посла від клану дворфов, Джарлаксл підштовхнув відважну компанію клану Бойового Сокири рушать до Кеддерлі за допомогою, так як прийомна дочка Бруенора і дружина Дріззта, Кетті-брі була однією з тисячі жертв рветься плетіння Містри. По дорозі до Храму ширяючий Духа, до Дріззту і решті пріключенцев приєднується Джарлаксл і Атрогейт, яким зброєю довелося доводити свої наміри допомогти товаришам, а також свою зацікавленість у розв'язанні проблем з магією. У самому храмі Джарлаксл і Дріззтт дізнаються, що провиною всьому Гефестус, дракон який злився з Креншінібоном і Іллітідом і нарік себе Королем Привідів. Його існування руйнівно впливає на плетиво Містри, а також пробуджує мерців і закликає різних монстрів з плану тіней. Перемогти Драколіча було під силу тільки клерику Кеддерлі, і після чергової атаки Гефестуса, клерика за допомогою підвіски Реджіса, переходить за Кетті-брі, на План Тіней, де і проходить фінальна битва. Повернувшись, Кеддерлі більш не людина, а всього лише дух, який відтепер і є Король Примар на руїнах храму ширяючий Духа. Наступним поворотом сюжету стає дивна смерть Кетті-брі в стінах рідного Міфріл-Халла. Провівши з Дріззтом останню ніч, вона зникає на очах у свого чоловіка (забравши при цьому з собою лежачого при смерті Реджіса, тим самим позбавивши його від страждань), який звертається за допомогою до Джарлаксл, з проханням знайти її і хафлінга. Знайти що б це не коштувало.

## У відеоіграх
Джарлаксл з'являється у п'ятому розділі гри Baldur's Gate II: Shadows of Amn, в підземному місті дроу Уст-Ната. Він підбиває гравця на завдання викрасти для нього каміння, яке обертається пасткою. Однак, вправного гравця, який успішно пройшов завдання, найманець нагороджує.

## Книги де з'являється Джарлаксл
- Вигнанець (Exile, 1990)
- Спадок (The Legacy, 1992)
- Беззоряна ніч (Starless Night, 1993)
- Облога темряви (Siege of Darkness, 1994)
- Безшумний клинок (The Silent Blade, 1998)
- Служитель Осколку (Servant of the Shard, 2000)
- That Curious Sword (Realms of Shadow, 2002)
- Empty Joys (The Best of the Realms, 2003)
- Wickless In the Nether (Realms of the Dragons, 2004)
- Обіцянка Короля-Чаклуна (Promise of the Witch-King, 2005)
- Дорога патріарха (Road of the Patriarch, 2006)
- Король піратів (The Pirate King, 2008)
- Король привидів (The Ghost King, 2009)
- Ґаунтлгрим (Gauntlgrym, 2010)
- Невервінтер (Neverwinter, 2011)
- Кіготь Харона (Charon's Claw, 2012)
- Останній поріг (The Last Threshold, 2013)
- Компаньйони (The Companions, 2013)
- Ніч Мисливця (Night of the Hunter, 2014)
- Сходження короля (Rise of the King, 2014)
- Помста залізного дварфа (Vengeance of the Iron Dwarf, 2015)
- Архімаг (Archmage, 2015)
- Маестро (Maestro, 2016)
- Герой (Hero, 2016)
- Позачасовий (Timeless, 2018)
- Безмежний (Boundless, 2019)
- Непохитний (Relentless, 2020)